# ヒエラポリス-パムッカレ

## パムッカレ

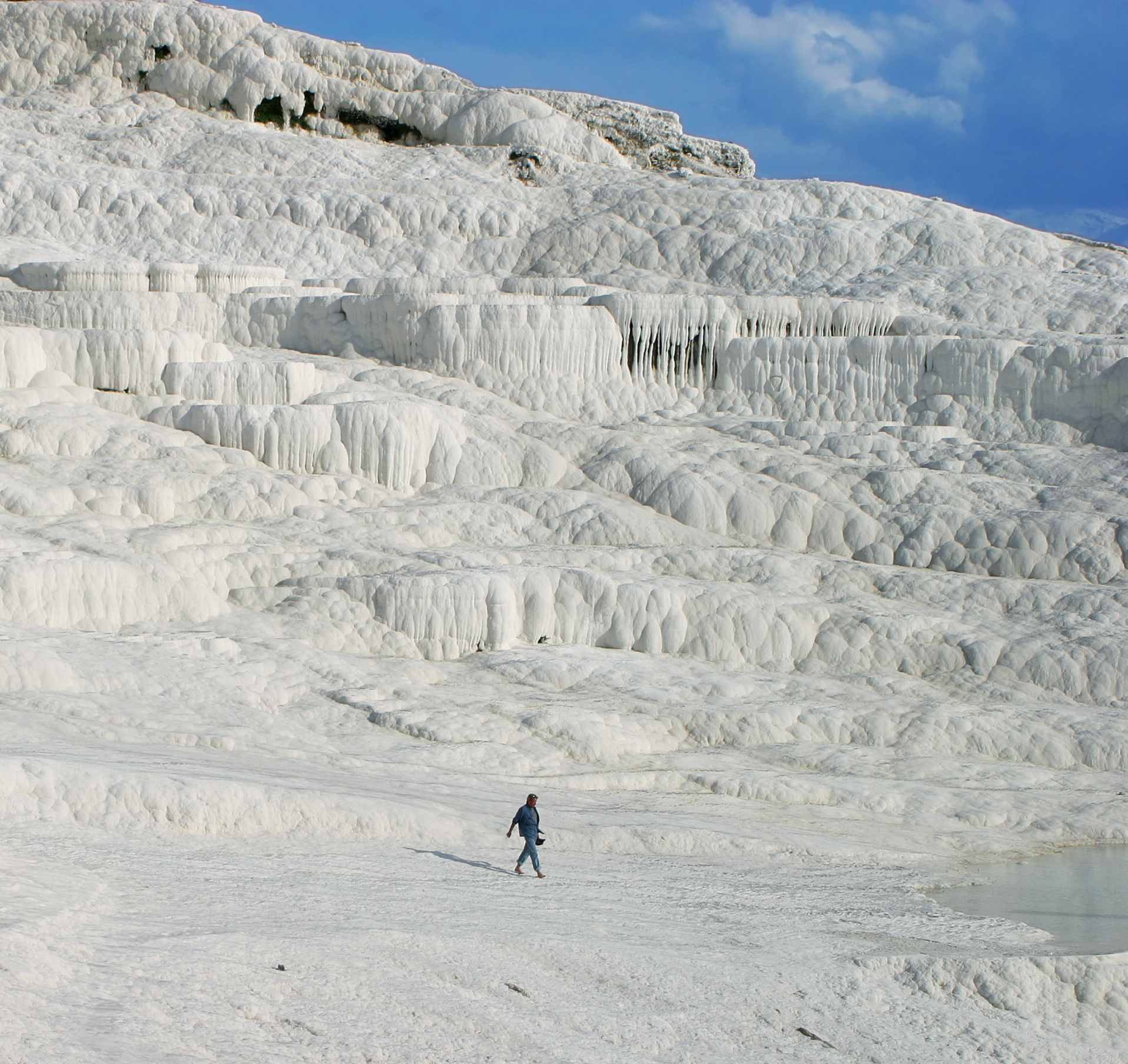
迫り出した石灰岩と熱水泉による景観

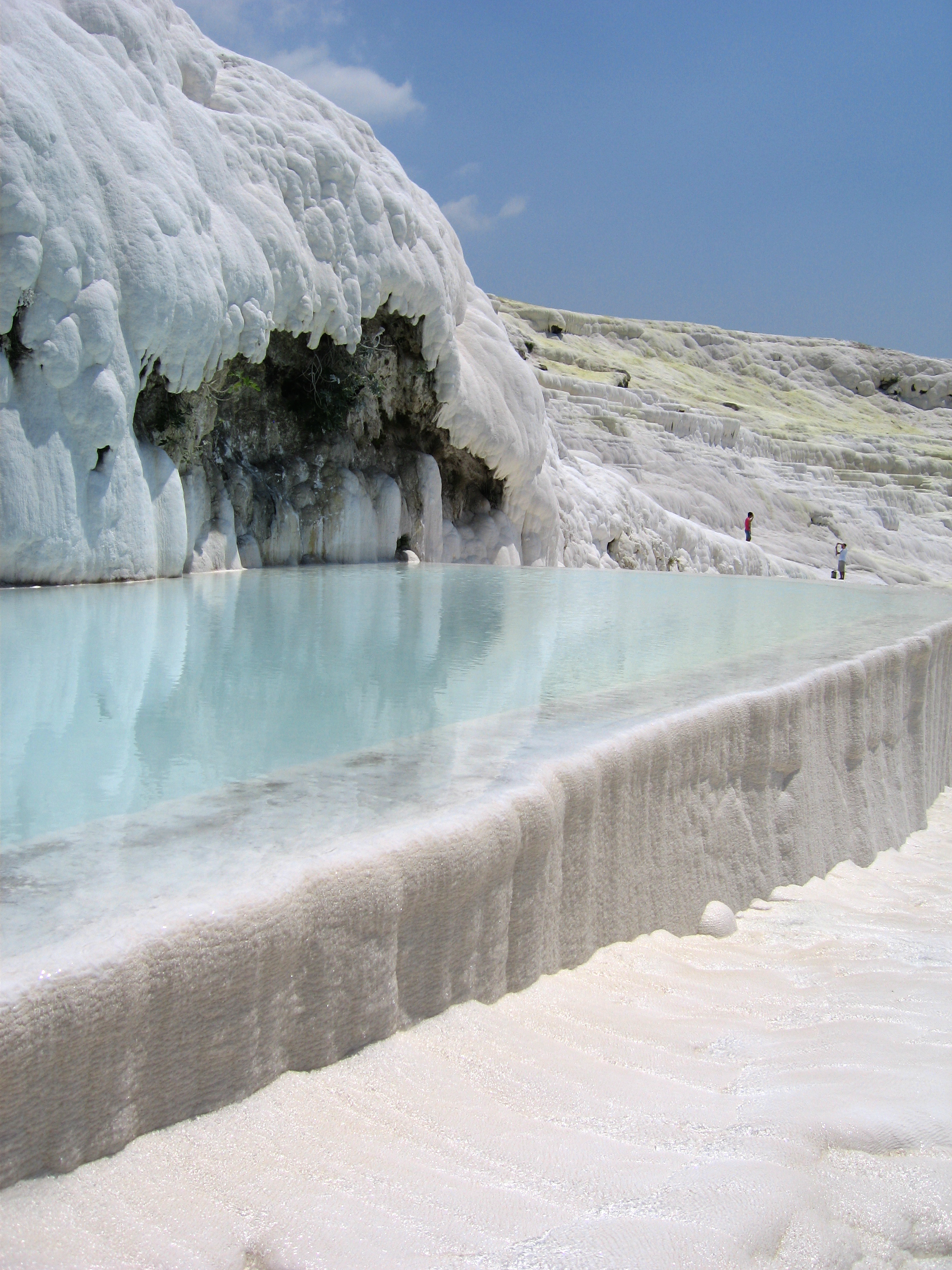
トラバーチンでできた石灰華段

パムッカレとは、トルコ語で「綿の宮殿」という意味。綿とあるのは昔からこのあたりが良質の綿花の一大生産地であることによる。
二酸化炭素を含む弱酸性の雨水が台地を作っている石灰岩中に浸透し、炭酸カルシウムを溶かした地下水となる。その地下水が地熱で温められて地表に湧き出て温泉となり、その温水中から炭酸カルシウム（石灰）が沈殿して、純白の棚田のような景観を作り出したものである。
棚田の畦の部分は、流れてきた植物片などがひっかかり、これに石灰分が沈着して次第に堤のように成長する。これは温水が畦を越流する時に石灰分の沈積が化学的に加速するためでもある。このような景観が約200mの高さにわたって形成されている。規模はずっと小さいが、同種の微地形が鍾乳洞内にもみられることがあり、これを畦石池という。

## ヒエラポリス遺跡
パムッカレの石灰華段丘の一番上にある遺跡。ローマ帝国の温泉保養地として栄えた。ローマ帝国時代にも地震で破壊されるが、その後復興。しかし1354年の大地震で完全に廃墟と化す。ローマ劇場、ローマ浴場が残る。

## ギャラリー

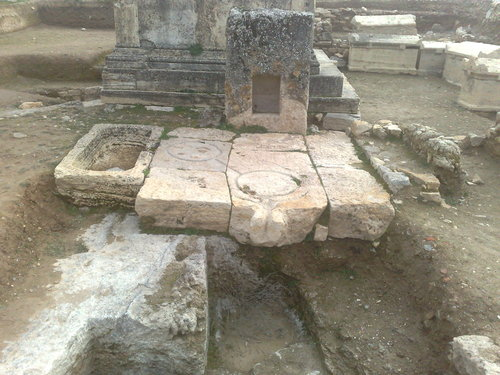
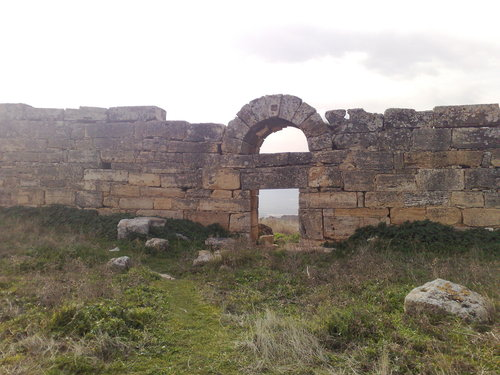
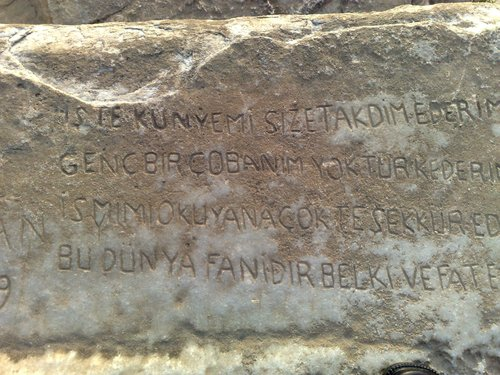
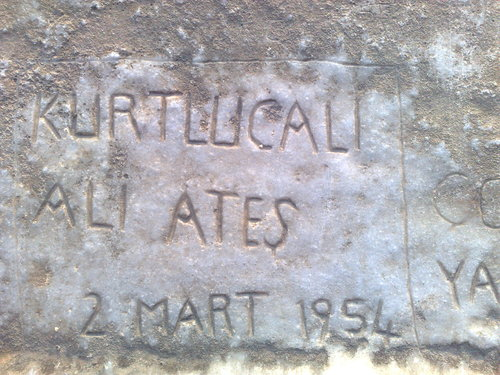
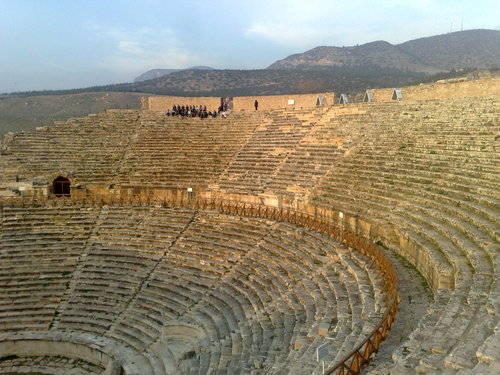
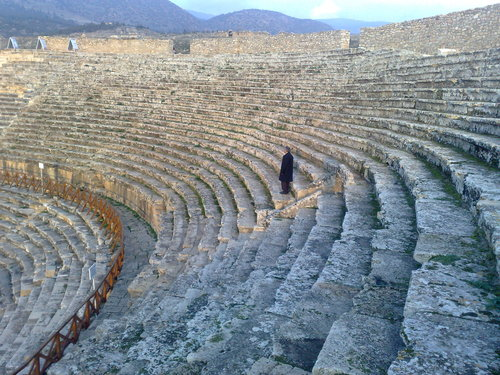
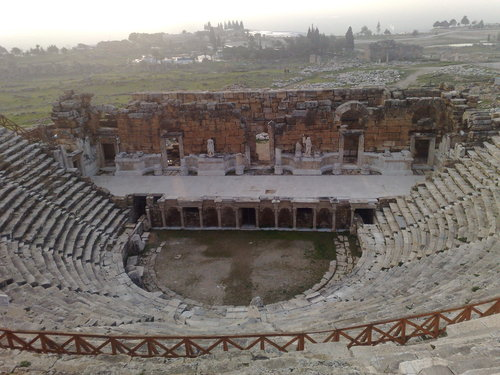
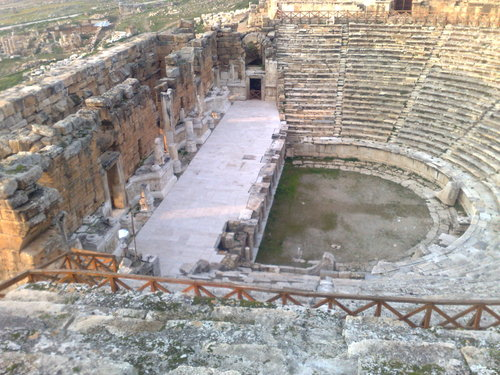
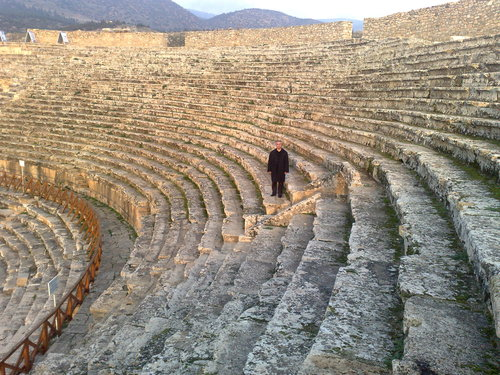
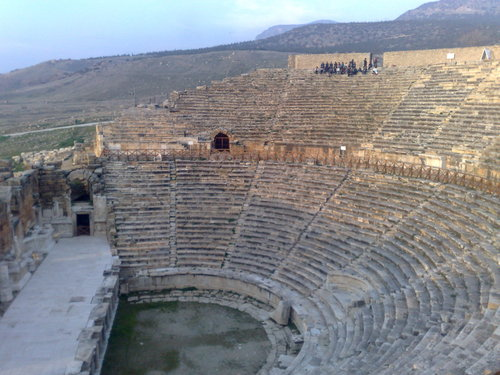
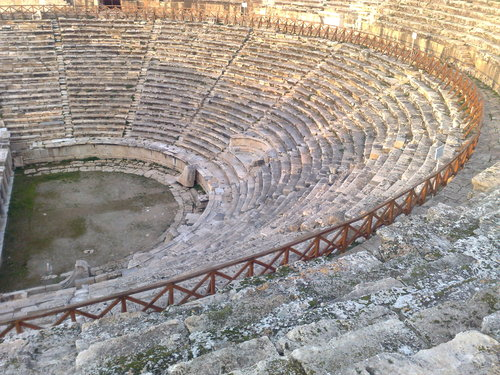
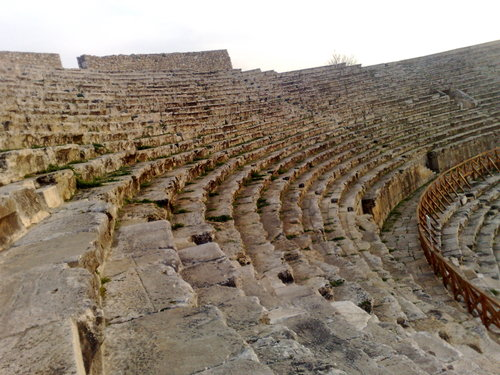
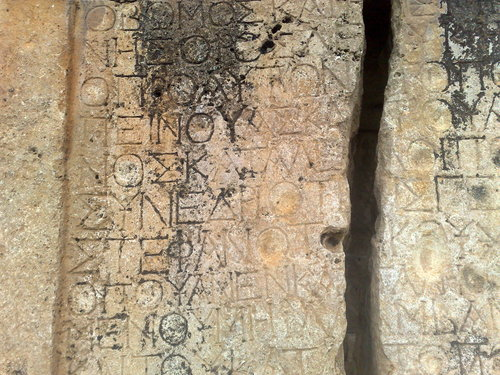
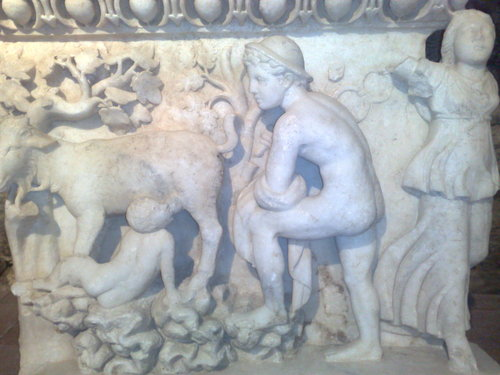
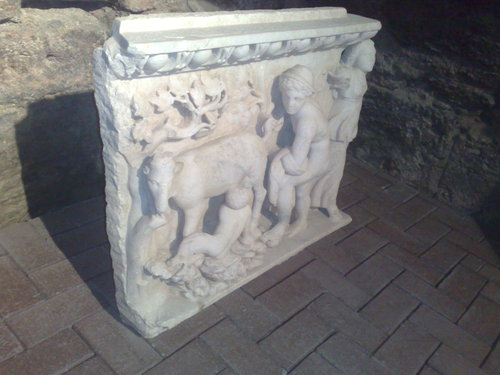
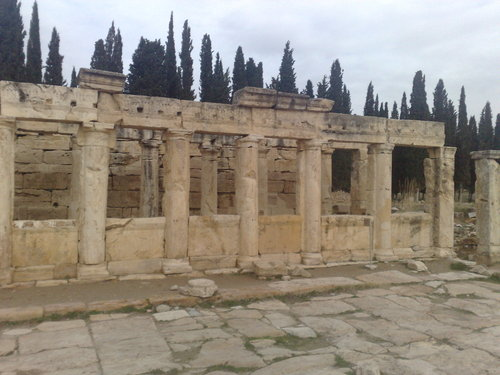
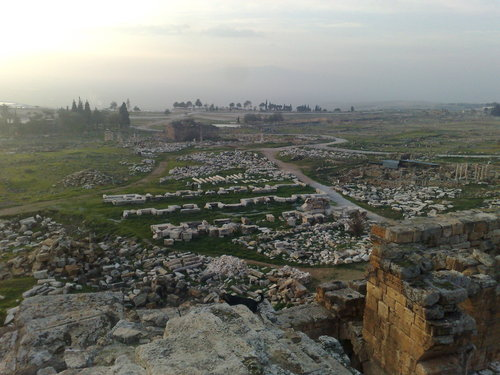
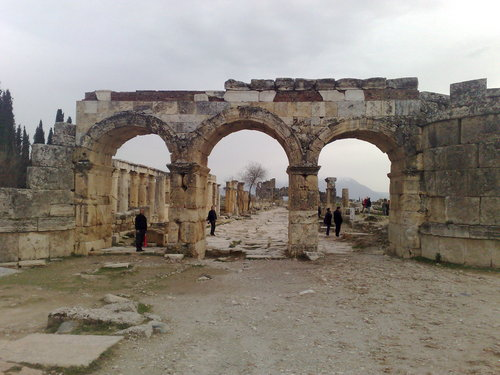
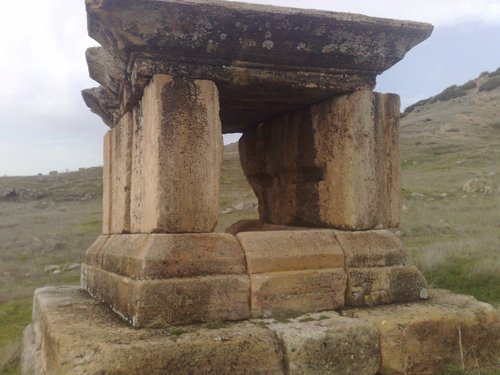
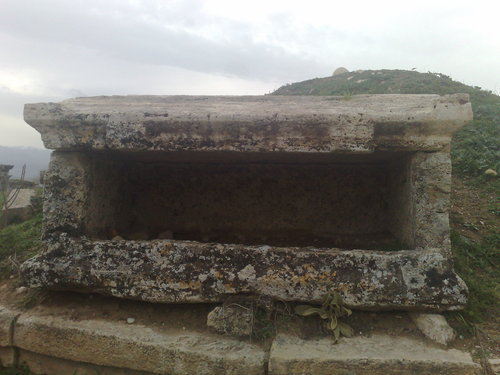
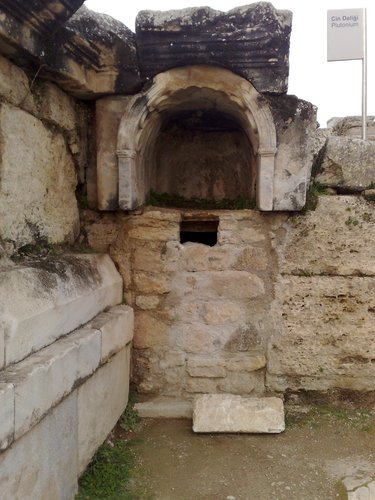
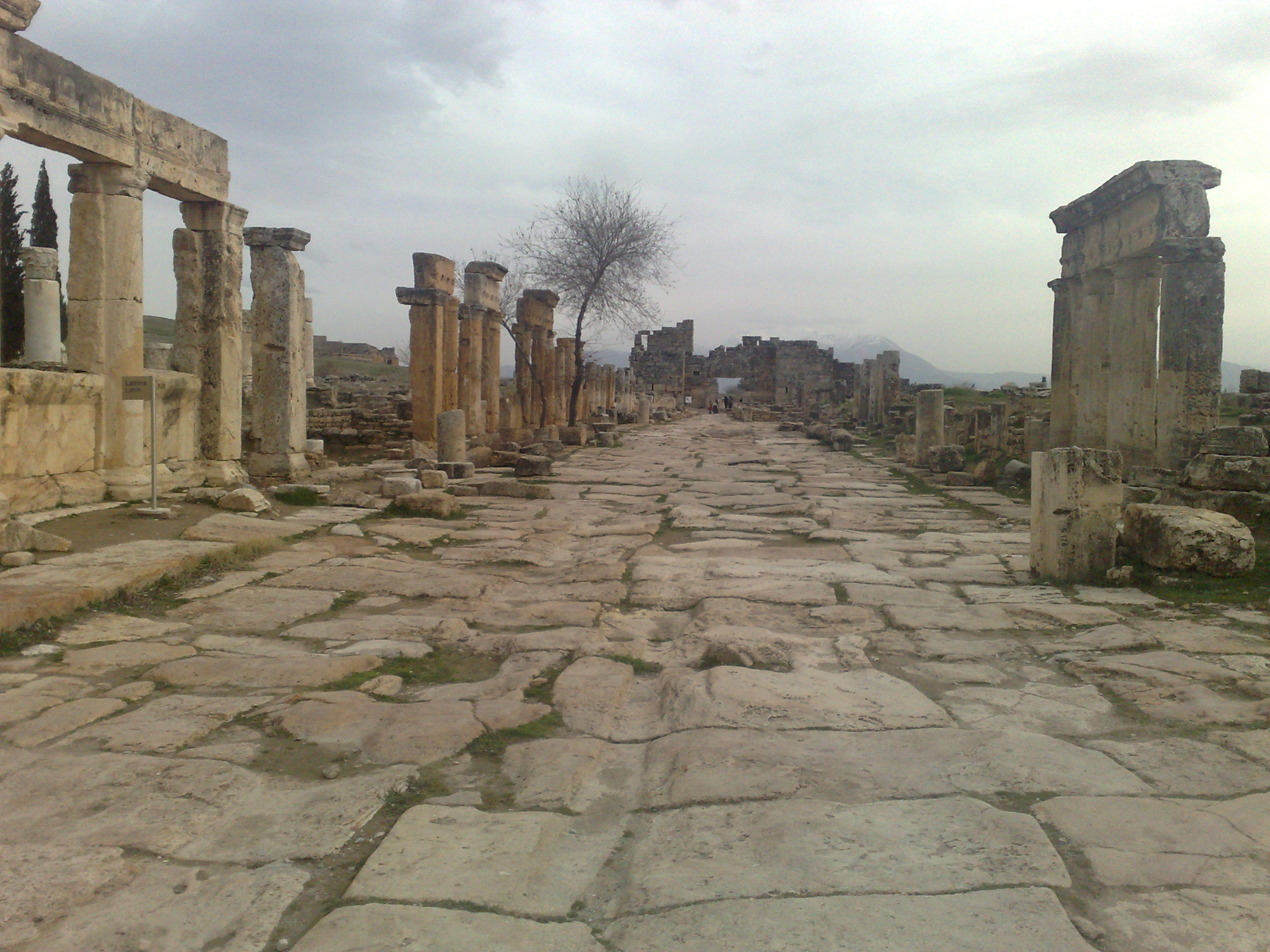
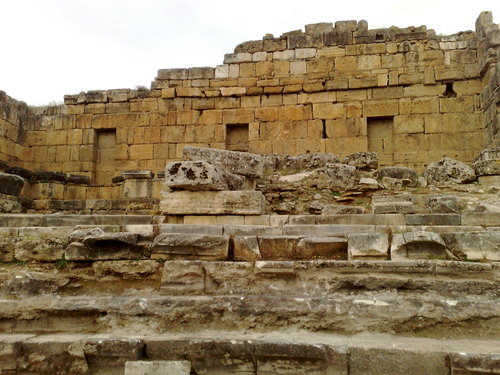
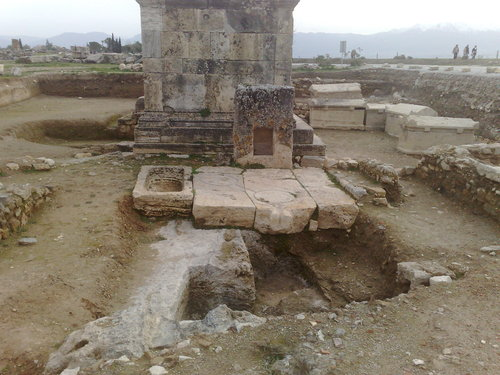
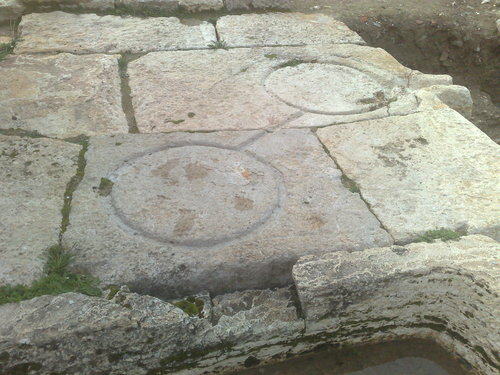
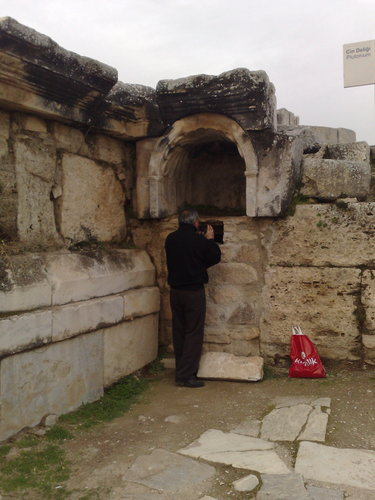
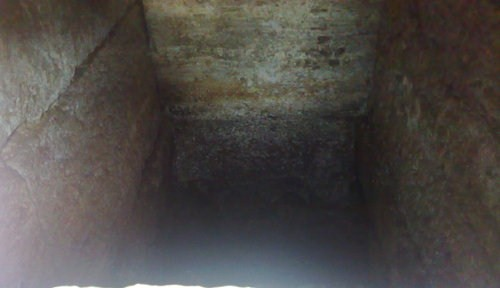
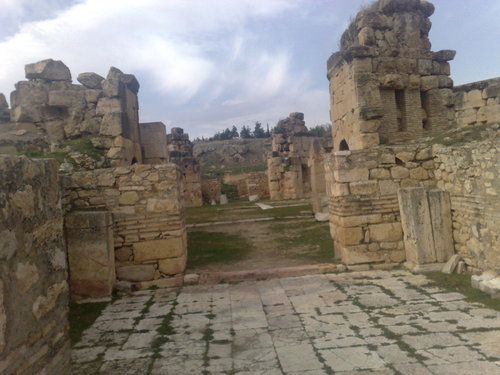
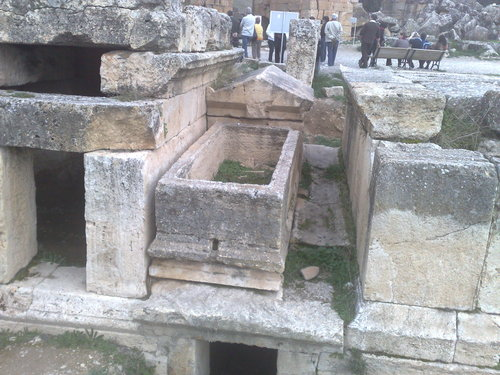
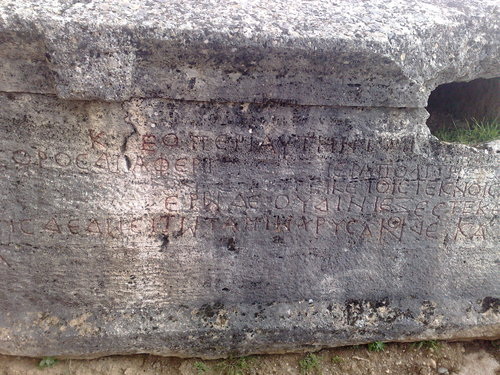
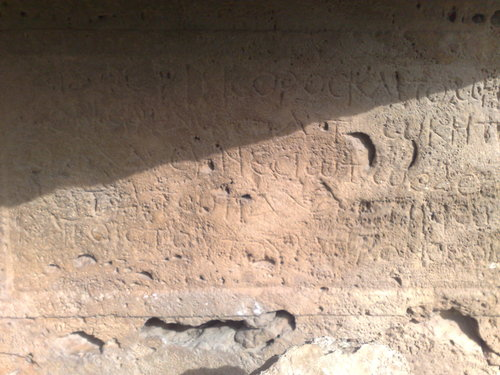
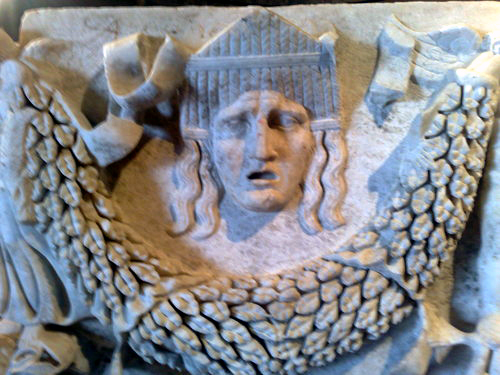
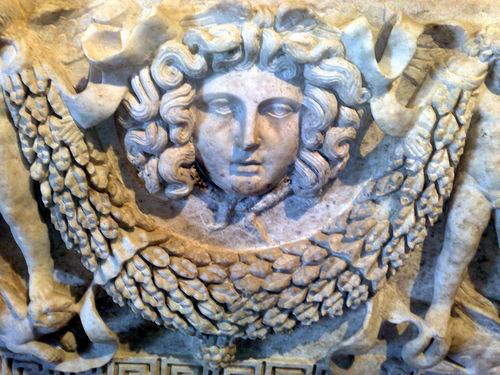
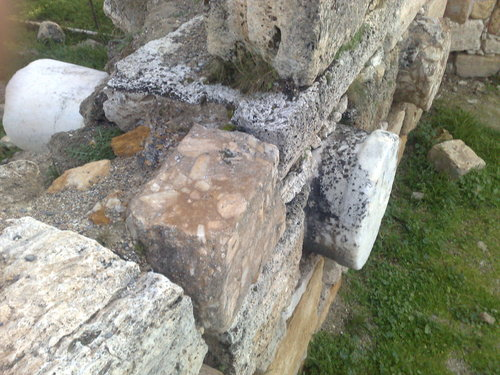
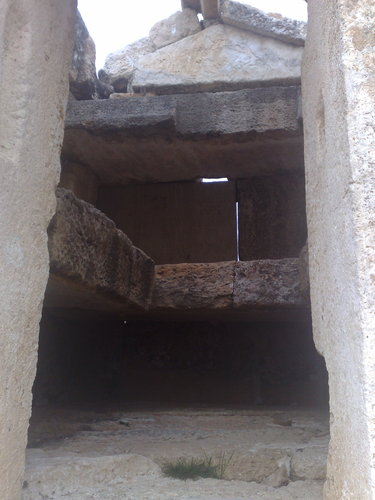
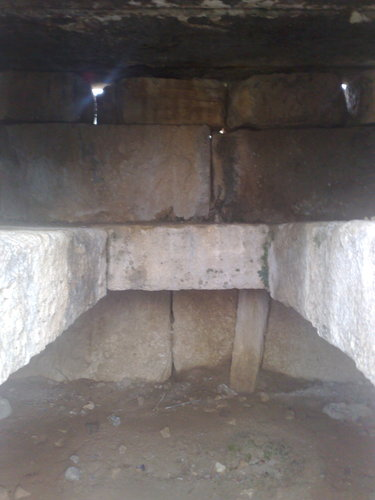
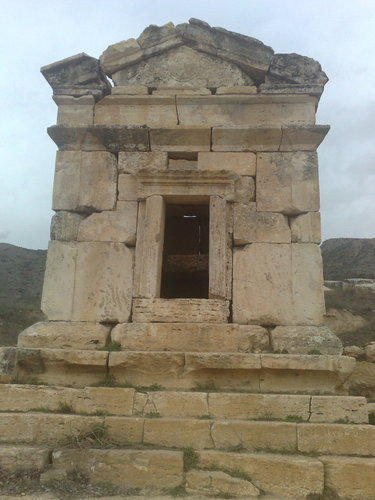
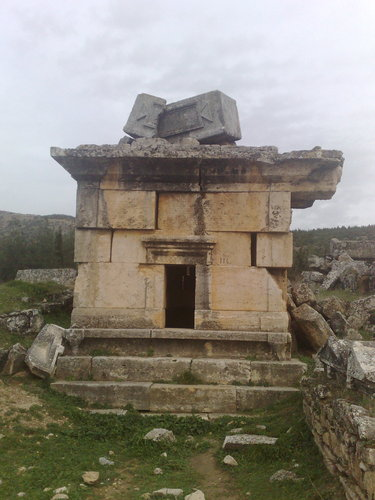
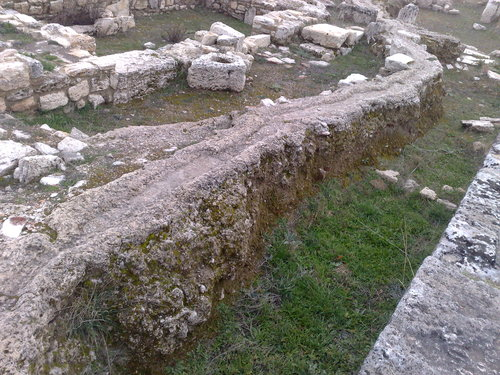

## 世界遺産基準
この世界遺産は世界遺産登録基準のうち、以下の条件を満たし、登録された（以下の基準は世界遺産センター公表の登録基準からの翻訳、引用である）。
- (3) 現存するまたは消滅した文化的伝統または文明の、唯一のまたは少なくとも稀な証拠。
- (4) 人類の歴史上重要な時代を例証する建築様式、建築物群、技術の集積または景観の優れた例。
- (7) ひときわすぐれた自然美及び美的な重要性をもつ最高の自然現象または地域を含むもの。